# Mettray
 Mettray  es una población y comuna francesa, situada en la región de  Centro, departamento de Indre y Loira, en el distrito de Tours y cantón de Luynes.

## Demografía
| 1036 | 1021 | 1083 | 1368 | 1916 | 2029 |
| Para los censos de 1962 a 1999 la población legal corresponde a la población sin duplicidades (Fuente: INSEE [Consultar]) |      |      |      |      |      |